# Król Drozdobrody
Król Drozdobrody (König Drosselbart) – baśń opublikowana przez braci Grimm w 1812 roku w ich zbiorze Baśni (tom 1, nr 52).

## Treść[1]
Pewien król miał piękną córkę, która miała wielu adoratorów. Jednak księżniczka była bardzo wybredna i u każdego starającego się o jej rękę zalotników znajdowała jakąś wadę. Jednego uznawała za zbyt grubego, innego za zbyt wysokiego itd. Pewien młody królewicz z sąsiedniego kraju, który miał lekko wystający podbródek został przez nią nazwany Drozdobrodym, gdyż zdaniem księżniczki jego broda przypominała dziób drozda. Odtąd to przezwisko do niego przylgnęło i zawsze już był nazywany Drozdobrodym. Król był oburzony na zachowanie córki wobec zalotników i pod wpływem złości oświadczył, że wyda ją za mąż za pierwszego lepszego żebraka, który pojawi się przed pałacem. Jakiś czas później istotnie pojawił się przed drzwiami pałacu żebrak. Król kazał prowadzić go do środka i rozkazał królewnie poślubić go. Po ślubie oświadczył córce, że nie wypada, by jako mężatka nadal mieszkała w jego pałacu - musi przeprowadzić się do męża. Ruszyła wiec z mężem-żebrakiem do sąsiedniego kraju. Mijali piękny las, łąkę i ogromne miasto. Królowa pytała wówczas męża-żebraka do kogo należą te włości. Żebrak odparł, że to posiadłości króla Drozdobrodego, a gdyby za niego wyszła byłyby jej. W końcu doszli do małej, nędznej chatki, która okazała się domem żebraka. Ponieważ nie było tam służby, księżniczka musiała sama zajmować się gospodarstwem. Po pewnym czasie, mąż oświadczył, że muszą zacząć zarabiać, żeby z czegoś żyć. Naniósł księżniczce wierzbowych gałęzi, by wyrabiała z nich koszyki. Jednak księżniczka nie potrafiła tego robić, tylko poraniła sobie ręce. Wówczas żebrak kazał jej tkać, jednak i ta praca jej nie szła. Żebrak oświadczył, że niewiele będzie pożytku z takiej żony. Wysłał ją wówczas na rynek by sprzedawała garnki. Przez pierwsze dni księżniczka okazała się dobrą sprzedawczynią, jednak pewnego dnia, pijany żołnierz na koniu wjechał w nie i porozbijał. Żebrak obwiniał, żonę, że to jej wina, gdyż rozłożyła garnki na rogu, co musiało się tak skończyć. Uznał, że nie nadaje się na sprzedawczynię, wiec znalazł jej pracę na dworze króla, gdzie została pomocnicą kucharza. Pewnego dnia odbywały się uroczystości zaślubin królewicza. Z tej okazji odbyło się wielkie przyjęcie, które ona obserwowała zza drzwi. Królewicz zaprosił ją do tańca, ale ona odmówiła, gdyż rozpoznała, że był to król Drozdobrody, z którego kiedyś drwiła. Na domiar złego garnki które niosła rozbiły się, a jedzenie wysypało się na podłogę, co wywołało powszechne drwiny z niej. Wówczas królewicz oświadczył, że ją poznaje, i że król Drozdobrody i żebrak to ta sama osoba. Z miłości do niej przebrał się za żebraka. Chciał też ją nauczyć pokory. Królewna ucieszyła się, że ma męża królewicza, a nie żebraka. Służące przystroiły ją w piękne szaty i w tych szatach mogła już wziąć udział w zabawie.

## Adaptacje filmowe
- Kapryśna królewna – radziecki krótkometrażowy film animowany z 1969 roku
- Król Drozdobrody – czechosłowacko-niemiecki film z 1984 roku
- Baśnie braci Grimm (Król Drozdobrody – odcinek 20, seria 1) – japoński serial animowany (1987-1988)
- Baśnie Braci Grimm: Simsala Grimm (Król Drozdobrody – odcinek 9, seria 2) – niemiecki serial animowany z 1999 roku
- Król Drozdobrody – niemiecki film z 2008 roku